# Ecodorp

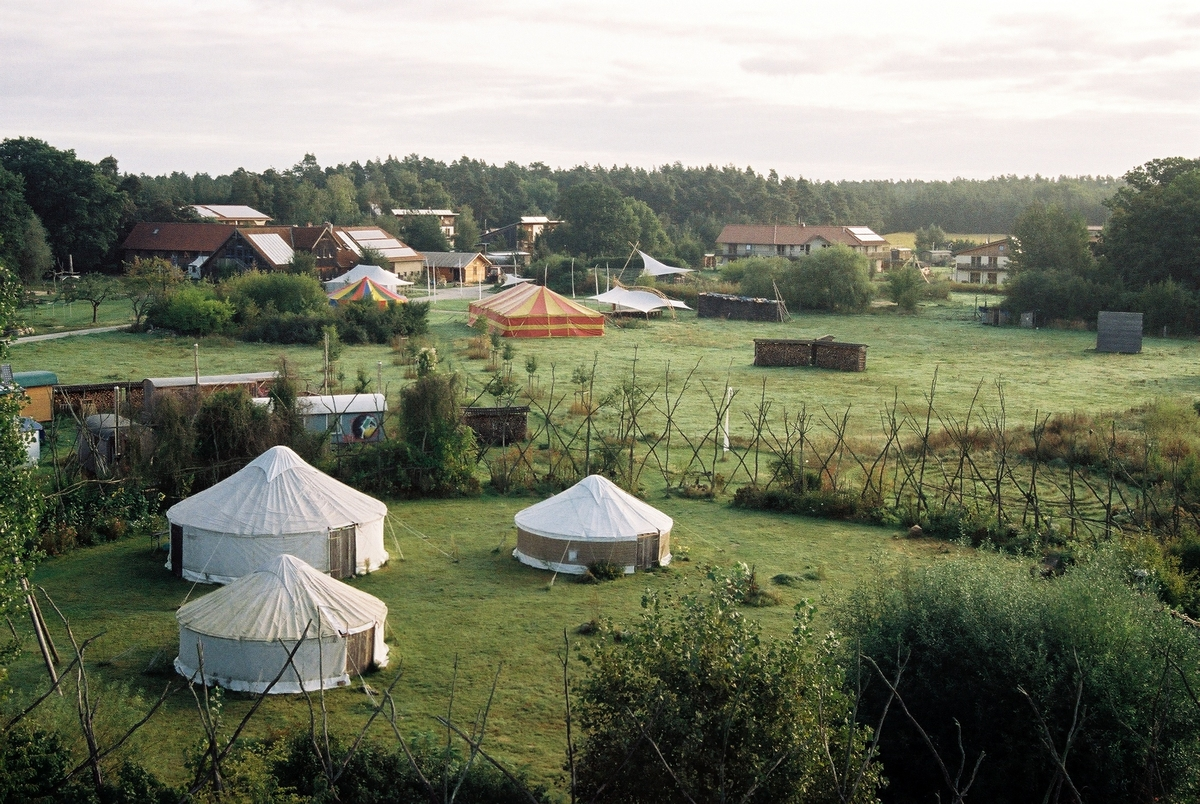
Sieben Linden Ecovillage

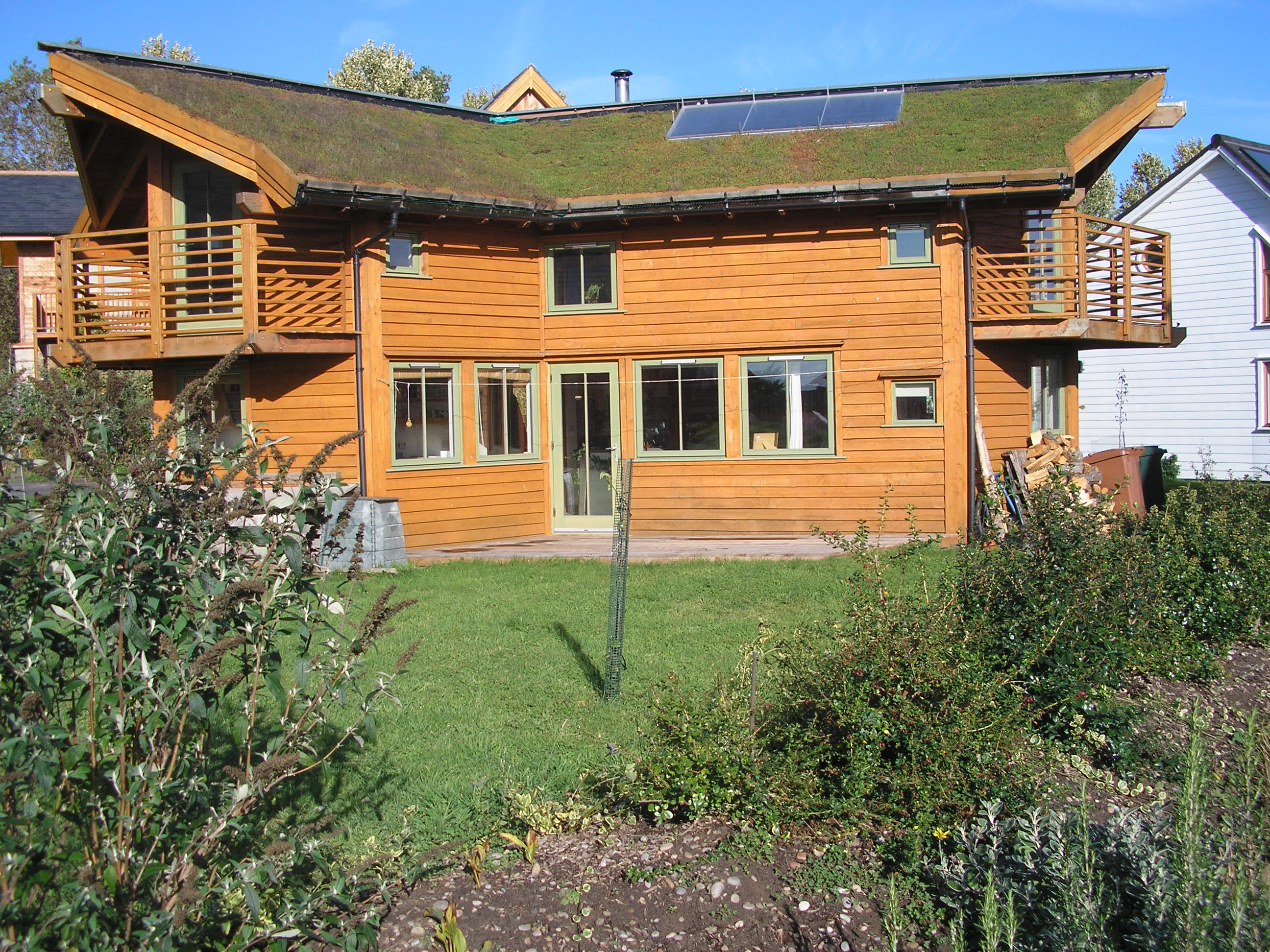
Een ecohuis bij Findhorn Ecovillage met een dak van turf en zonnepanelen

Ecodorpen zijn gemeenschappen met als doel zowel sociaal, economisch als ecologisch duurzaam te zijn. De meeste hebben een omvang van tussen de 50 en 150 personen, alhoewel sommigen wat kleiner zijn en grotere ecodorpen, tot wel 2.000 mensen, juist weer bestaan uit netwerken van kleinere deelgemeenschappen. De meeste mensen participeren actief in de gemeenschap, sommigen minder.
Ecodorp bewoners delen vaak ecologische, sociaal-economische en spirituele waarden. Men zoekt samen concrete alternatieven voor de gangbare voorzieningen van elektriciteit, water, transport en afval(water)zuivering. Velen van hen zien het uiteenvallen van de traditionele gemeenschapsvormen, de vernietiging/verandering van de natuurlijke leefomgeving, verstedelijking, intensieve veehouderij en de volledige afhankelijkheid van fossiele brandstoffen als trends die doorbroken moeten worden om een ecologische ramp te voorkomen en tegelijkertijd een rijkere en vervullende levensstijl te creëren. Ecodorpen beweren hiervoor als kleinschalige gemeenschap een goed alternatief te bieden, met minimale of zelfs regeneratieve ecologische impact. De schaalgrootte is echter vaak iets groter dan voorgesteld, omdat de ecodorpen vaak onderling verbonden zijn in een netwerk. Het model lijkt op dat van de verspreiding van fairtradegoederen wereldwijd.

## Definitie
In 1991 heeft Robert Gilman een definitie voorgesteld die de standaard is geworden. Gilman definieerde een ecodorp als:
"een volledig uitgeruste nederzetting op menselijke schaal, waarin menselijke activiteiten harmonieus zijn geïntegreerd in de natuurlijke omgeving. Dit op een manier die een gezonde menselijke ontwikkeling ondersteunt en die succesvol kan worden gecontinueerd tot in het oneindige."
In de afgelopen jaren heeft Gilman daaraan toegevoegd dat hij ook zou willen toevoegen dat een ecodorp meerdere centra van initiatief zou moeten hebben.
Kosha Joubert, president van het Global Ecovillage Network, heeft een ecodorp recentelijk gedefinieerd als een intentionele of traditionele gemeenschap die bewust is ontworpen door zijn inwoners, waarin men tevreden is met wat men heeft en hierbij innovatieve technieken integreert om het leven duurzamer te maken, waarbij het hele proces daaromheen eigendom is van de inwoners. Duurzaamheid is in deze visie niet genoeg; het doel is om zowel de sociale als de natuurlijke leefomgeving te regenereren over alle vier de dimensies van duurzaamheid heen: sociaal, natuurlijk, economisch en cultureel.
Ecodorpen hebben zich de afgelopen jaren met de voortgang van de techniek ook qua structuur verder ontwikkeld.

## Geschiedenis
De noodzaak voor alternatieven voor het inefficiënt gebruiken van energie, met name in automobiele toepassingen, werd duidelijk tijdens de energiecrises van de jaren 70. Het begrip "ecodorp" werd geïntroduceerd door professor George Ramsey van het Georgia Institute of Technology in een lezing in 1978 getiteld “Passieve energie toepassingen voor de bebouwde omgeving”, tijdens het eerste Wereld Energie Congres van de vereniging van energie ingenieurs. Hij gebruikte de term om kleinschalige, autovrije en nabije nederzettingen te omschrijven, inclusief instroom van voorsteden. Hierbij veronderstelde hij dat "de grote energieverspilling in de Verenigde Staten niet ligt aan de techniek, maar aan de leefstijl en hoe men tegen het leven aankijkt.” Zijn artikel bevat reeds een schets voor een zelfvoorzienend dorp op basis van zonne-energie en met louter voetgangers, die erg lijkt op de ecodorpen van tegenwoordig.
Het moderne verlangen naar gemeenschapsgevoel komt goed terug in de gemeenschapsbeweging van de jaren 60 en 70, wat nog duidelijker werd in het wonen met gedeelde voorzieningen en andere vormen van samenwonen midden in de jaren 80. Vervolgens schreven in 1991 Robert Gilman en Diane Gilman een standaardwerk genaamd "Eco-dorpen en Duurzame Gemeenschappen" voor de Gaia Trust (in Denemarken), waarin de ecologische en gemeenschapsbewegingen samen werden gebracht.
De ecodorpbeweging begon samen te smelten tijdens de jaarlijkse herfstconferentie van Findhorn in Schotland in 1995. De conferentie was eveneens getiteld “Ecodorpen en Duurzame Gemeenschappen” en de organisatie moest vanwege het succes honderden deelnemers weigeren. Volgens Ross Jackson was er een "snaar geraakt die wereldwijd resoneerde". Het woord 'eco-dorp' werd onderdeel van het vocabulaire van de Cultural Creatives." Na die conferentie begonnen veel intentionele gemeenschappen, inclusief Findhorn zelf, zich “eco-dorpen” te noemen, waardoor een nieuwe beweging ontstond. Het Global Ecovillage Network, gevormd door een groep van circa 25 mensen van verschillende landen die de Findhorn conferentie hadden bijgewoond, liet de beweging verder uitkristalliseren door wereldwijd honderden kleine projecten aan elkaar te koppelen die vergelijkbare doelen hadden maar tot dan toe apart bezig waren zonder van elkaars bestaan te weten. De Gaia Trust stond gedurende de eerste 5 jaar in voor de financiering van het netwerk. Tegenwoordig zijn er zelfbenoemde ecodorpen in meer dan 70 landen verspreid over 6 continenten.
Sinds de conferentie in 1995 hebben een aantal van de eerste leden van het Global Ecovillage Network andere benaderingen geprobeerd voor het bouwen van ecodorpen in een poging om nederzettingen te bouwen die aantrekkelijk zouden zijn voor het grote publiek. Dit zodat duurzame ontwikkelingen breder geaccepteerd zouden worden. Een van deze ontwikkelingen is Living Villages en The Wintles waar ecohuizen zo zijn geschakeerd dat de sociale verbondenheid maximaal is en de inwoners gedeelde akkers, bossen en huisdieren hebben.

## Karakteristieken

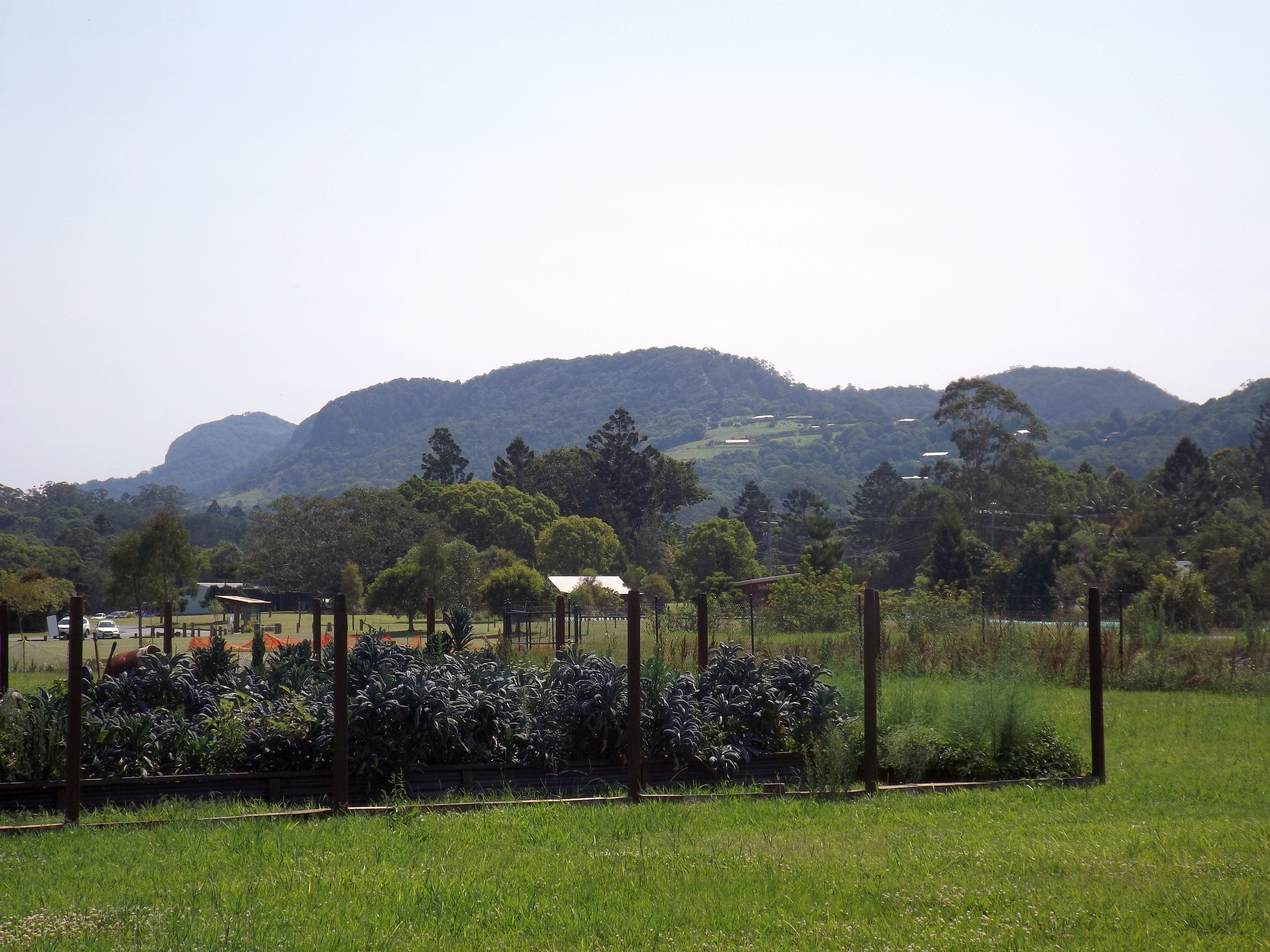
Tallebudgera Mountain en een groentetuin bij Currumbin Ecovillage in Queensland, VS, 2015

Met het toenemende bewijs dat het klimaat verandert door menselijk toedoen, zijn mensen wereldwijd steeds meer bezig samen de koolstofdioxide-uitstoot te verminderen. Er zijn hierbij groepen die proberen onafhankelijk te worden van fossiele brandstoffen en van consumentisme. Er is daarbij een focus op het lokaal produceren en consumeren van producten, waarmee onderlinge relaties belangrijk worden en er zo duurzaam mogelijk wordt geleefd. Er worden hierbij veel doelen nagestreefd, zoals het reduceren van energiegebruik, het creëren van een duurzaam lokaal bedrijfsleven, het lokaal houden van akkerbouw en het creëren van ecologisch georiënteerde gemeenschappen.
Er zijn verschillende kenmerken van ecodorpen. Zo is het bijvoorbeeld een randvoorwaarde dat er een positief ingestelde gemeenschap is. Alhoewel een ecohuis vaak duur is en de groepen klein zijn, moeten de deelnemers zich geïncludeerd voelen en vrij zijn om hun ideeën te bespreken. Ook worden culturele en spirituele activiteiten gestimuleerd, zoals het vormen van een begrip over de werking van de onderlinge verbondenheid van de aarde.
Ecologisch gezien stellen ecodorpen mensen in staat verbonden te zijn met de aarde. Leden respecteren hun omgeving omdat die hen voorziet in het merendeel van hun benodigdheden. Ecodorpen proberen het grootste gedeelde van hun eten organisch te verbouwen, lokale materialen te gebruiken voor hun gebouwen, de biodiversiteit en seizoensbouw te beschermen evenals water, aarde en lucht. Het merendeel van de activiteiten van een ecodorp heeft tot doel om het land te beschermen. Ecodorpen laten een unieke economische dimensie zien, aangezien veel van hen proberen het geld binnen de gemeenschap te houden en tussen de deelnemers te laten circuleren. Het inkomen wordt vaak gegenereerd door verkopen van het producten en diensten en wordt daarna gecirculeerd om iedereen in de gemeenschap te laten profiteren.
Ecodorpen zijn "stedelijke of landelijke gemeenschappen... die er naar streven een ondersteunende sociale omgeving te integreren met een leefstijl met een minimale impact". Ondanks dat er geen blauwdruk is om dit doel te realiseren, hebben ecodorpen vaak verschillende aspecten in hun ontwerp gemeen: ecologisch bouwen, alternatieve energie, milieuvriendelijke manier van produceren, permacultuur (inrichting van het landschap op een manier die de natuur imiteert en de gemeenschap voorziet van voedsel, vezels en brandstof) en activiteiten die een gemeenschap opbouwen. Soms worden de ecodorpen gehinderd door regels rondom bestemmingen en de bouwregelgeving; dit in het bijzonder in stedelijke omgevingen. Volgens sommigen voorziet de ecodorpenbeweging in de meest relevante kennis om als mensheid een meer duurzame toekomst in te gaan.
De principes waar ecodorpen op gebaseerd zijn kunnen worden toegepast op zowel stedelijke als landelijke omgevingen en dat in zowel ontwikkelingslanden als ontwikkelde landen. Voorstanders zoeken een duurzame levensstijl met zo min mogelijk handel buiten het eigen gebied of ecoregio. Veel voorstanders zoeken ook onafhankelijkheid van bestaande infrastructuren, alhoewel anderen, vooral in de stedelijke setting, juist de integratie met die infrastructuren voorstaan. Landelijke ecodorpen zijn vooral gebaseerd op organische landbouw, permacultuur en andere benaderingen die het functioneren van het ecosysteem en de biodiversiteit bevorderen. Ecodorpen, zowel stedelijk als landelijk, hebben de neiging om gemeenschaps- en ecologische waarden te integreren met een principe-gebaseerd streven naar duurzaamheid.
Johnathon Dawson, voormalig president van het Global Ecovillage Network, omschrijft vijf ecodorpprincipes in zijn boek Ecovillages: New Frontiers for Sustainability uit 2006:
1. Het zijn geen overheids gesteunde projecten, maar ontstaan van onderaf
2. Hun inwoners hechten aan het leven in gemeenschappen
3. De inwoners zijn niet afhankelijk van centrale voorzieningen (overheid of bedrijf) voor water, eten, onderdak, stroom en andere benodigdheden. Ze proberen dit zelf te organiseren.
4. De inwoners hebben een sterk gevoel van gedeelde normen en waarden, vaak ook spiritueel
5. Ze functioneren vaak als research en demonstratie plek, waarbij ze de kennis op anderen overbrengen.[9]

Een ecodorp bevat in de regel componenten uit de groene economie, eigen (duurzame) energiebronnen, permacultuur en of-the-grid of geclusterde bebouwing om de ecologische voetafdruk te minimaliseren. Het doel van de meeste ecodorpen is om een duurzame leefomgeving te vormen die ter plaatse voorziet in de meeste levensbehoeften. Toch is zelfvoorzienend zijn niet altijd het doel, in het bijzonder als het doel is om een katalysator te zijn in het veranderen van de cultuur en infrastructuur in breder verband. De organisatie van een ecodorp wordt normaliter gevormd door een set van gedeelde normen en waarden, soms gekarakteriseerd als ecoanarchisme, waarin lokaal inkopen een rol speelt om de lokale economie te bevorderen, voedsel lokaal wordt geproduceerd en gedistribueerd, overmatige consumptie wordt tegengegaan en beslissingen in consensus genomen worden met respect voor de diversiteit. Ecodorpen moeten niet verward worden met micronaties, wat strikt juridische entiteiten zijn.

## Bestuur
Effectief bestuur is belangrijk voor ecodorpen. Het voorziet bijvoorbeeld in de mogelijkheid om inkomsten te genereren door middel van voorlichting over een duurzame levensstijl (Cunningham & Wearing, 2013). Terwijl de eerste generatie ecobewoners de neiging had om beslissingen te nemen op basis van consensus, kwamen daar in de realiteit praktische bezwaren bij kijken. Het kostte extreem veel tijd en veel beslissingen werden vaak geblokkeerd door een paar halsstarrige leden van de gemeenschap. Latere ecodorpen zijn meer sociocratisch van aard en hanteren alternatieve beslismodellen. Ook zijn er ecodorpen die zoeken naar vormen van een bestuur waarbij de nadruk ligt op ecologie in plaats van de economie.

## Meer informatie
Boeken
- Christian, D. 2003. Creating a Life Together: Practical Tools to Grow Ecovillages and Intentional Communities New Society Publishers. ISBN 0-86571-471-1
- Dawson, Jonathan (2006) Ecovillages: Angelica Buenaventura for Sustainability. Green Books. ISBN 1-903998-77-8
- Hill, R. and Dunbar, R. 2002. "Social Network Size in Humans." Human Nature, Vol. 14, No. 1, pp. 53–72.
- Jackson, H. and Svensson, K. 2002. Ecovillage Living: Restoring the Earth and Her People. Green Books. ISBN 1-903998-16-6
- Walker, Liz. 2005 EcoVillage at Ithaca: Pioneering a Sustainable Culture. New Society Publishers ISBN 0-86571-524-6
- Sunarti, Euis (eds.) 2009. Model of Ecovillage Development: Development of Rural Areas in Order To Improve Quality of Life for Rural Residents, Indonesia. ISBN 978-979-19278-5-7

Artikelen
- Christian, Diana L. (ed.) The Ecovillage Movement Today. Ecovillage Newsletter.
- Gilman, Robert (ed.) Living Together: Sustainable Community Development. In Context.